# 硝唑尼特
硝唑尼特是一种抗寄生虫药和抗病毒藥，用于治疗由寄生虫、原生動物、小隱孢子蟲、兰氏贾第鞭毛虫、芽囊原虫属、溶组织内阿米巴、蛔虫和病毒引起的感染。  它還能治疗流行性感冒以及慢性乙型肝炎。